# BD+31°640
BD+31° 640 (Cernis 52) — звезда в созвездии Персея на расстоянии около 753 световых лет от нас.

## Характеристики
BD+31° 640 относится к звёздам главной последовательности. Она в 2 раза массивнее нашего Солнца и заметно горячее его: температура поверхности составляет около 8350 кельвинов. Лучевая скорость BD+31° 640 такая же, как и у членов скопления IC 348, что говорит о возможной принадлежности звезды к данному скоплению.
В 2008 году астрономы обнаружили молекулы нафталина в окрестностях звезды. Это одно из самых сложных органических соединений, найденных в открытом космосе. Это открытие даёт надежду на то, что возможно будет найти и более сложные молекулы — такие как аминокислоты.